# Tovasjön
Tovasjön är en sjö i Gislaveds kommun i Småland och ingår i Nissans huvudavrinningsområde. Sjön har en area på 0,0669 kvadratkilometer och ligger 134,4 meter över havet.

## Delavrinningsområde
Tovasjön ingår i det delavrinningsområde (634144-134286) som SMHI kallar för Ovan Bäckåsabäcken. Medelhöjden är 146 meter över havet och ytan är 22,76 kvadratkilometer. Det finns ett delavrinningsområde uppströms, och räknas det in blir den ackumulerade arean 30,57 kvadratkilometer. Bolån som avvattnar avrinningsområdet har biflödesordning 3, vilket innebär att vattnet flödar genom totalt 3 vattendrag innan det når havet efter 73 kilometer. Delavrinningsområdet består mestadels av skog (79 %). Avrinningsområdet har 1,52 kvadratkilometer vattenytor vilket ger det en sjöprocent på 6,7 %.